# 小学校教員
小学校教員（しょうがっこうきょういん）は、小学校における教員である。小学校に置かれる職員のうち、おおむね副校長、教頭、主幹教諭、指導教諭、教諭、助教諭、講師、養護教諭、養護助教諭、栄養教諭などの職員が該当する（教員の職階なども参照のこと）。このうち「副校長」「教頭」「養護をつかさどる主幹教諭」「栄養の指導及び管理をつかさどる主幹教諭」「養護教諭」「養護助教諭」「栄養教諭」でない者は、原則として「小学校の教員の免許状」を有していなければならない。

## 概要
小学校において児童の教育をつかさどる。学校内における児童の安全、保護、健康面の管理なども重要な業務範囲となっている。
原則として、小学校教諭普通免許状（専修・一種・二種）を有していなければならない。

### 全国の小学校教員の数
| 年度     | 男        | 女        | 計        |
| -------- | --------- | --------- | --------- |
| 2001年度 | 153,064人 | 254,765人 | 407,829人 |
| 2008年度 | 155,990人 | 263,319人 | 419,309人 |
| 2009年度 | 156,049人 | 263,469人 | 419,518人 |
| 2010年度 | 156,030人 | 263,746人 | 419,776人 |
| 2011年度 | 156,135人 | 263,332人 | 419,467人 |
| 2022年度 | 159,064人 | 264,376人 | 423,440人 |

## 小学校教員の免許状

### 普通免許状の種類
- 基礎資格
  - 専修免許状 ＝ 修士の学位を有する者
  - 一種免許状[1] ＝ 学士の学位を有する者
  - 二種免許状[2] ＝ 短期大学士または専門士の学位を有する者

ただし、学位は教育職員免許法第5条第1項「別表第1」適用時。
教育職員検定等による取得では上記の学位の規定は適用されず、高等学校以上の学校を卒業していること。
| 担任 | 免許状の種類            | 区分     | 内容                                                                | 有効期間 |
| ---- | ----------------------- | -------- | ------------------------------------------------------------------- | -------- |
| 全科 | 小学校教諭              | 専修     | - 全ての教科を担任する （全教科の担任が可能）                       | なし     |
| 全科 | 小学校教諭              | 一種     | - 全ての教科を担任する （全教科の担任が可能）                       | なし     |
| 全科 | 小学校教諭              | 二種     | - 全ての教科を担任する （全教科の担任が可能）                       | なし     |
| 専科 | 中学校教諭 高等学校教諭 | 専修     | - 特定の教科を担任できる （免許状の教科に相当する教科の担任が可能） | なし     |
| 専科 | 中学校教諭 高等学校教諭 | 一種     | - 特定の教科を担任できる （免許状の教科に相当する教科の担任が可能） | なし     |
| 専科 | 中学校教諭 高等学校教諭 | （二種） | - 特定の教科を担任できる （免許状の教科に相当する教科の担任が可能） | なし     |
| 養護 | 養護教諭                | 専修     | - 学校内の養護をつかさどる                                          | なし     |
| 養護 | 養護教諭                | 一種     | - 学校内の養護をつかさどる                                          | なし     |
| 養護 | 養護教諭                | 二種     | - 学校内の養護をつかさどる                                          | なし     |
| 栄養 | 栄養教諭                | 専修     | - 栄養の指導・管理をつかさどる                                      | なし     |
| 栄養 | 栄養教諭                | 一種     | - 栄養の指導・管理をつかさどる                                      | なし     |
| 栄養 | 栄養教諭                | 二種     | - 栄養の指導・管理をつかさどる                                      | なし     |

専科教員の採用は音楽、図工、家庭科などの教科で、他校種と共通に行われる場合が多い。

### 免許状を取得する方法
基本的には、小学校教諭免許状の教職課程がある大学、短期大学等で免許状取得に必要な単位を修得し卒業する。
教職課程のない大学、短期大学等を卒業した者であっても、卒業時に授与された学位（学士、短期大学士等）を基礎資格として、教職課程のある大学等に編入学（学士入学）したり、科目等履修生（大学によっては教職生などと呼ぶ場合もある）として在籍し、必要な単位のみを修得することで免許状を取得できる。
例えば、小学校の教職課程の無い大学の卒業者が、教職課程のある国立大学教育学部（通学課程）、または私立大学（主に通信教育課程）に編入学または科目等履修生として在籍し、免許状取得に必要な単位のみを履修する（科目等履修生として教育実習・教職実践演習を受講する場合は、当該大学の卒業生等で単位未履修者等に限定している場合が多いので大学に確認が必要）。

二種免許は、年に1回文部科学省が行う教員資格認定試験に合格して取得することも可能である。この要件で二種免許状を取得したものが一種免許状に移行する場合、勤務経験により別表3で取得するケースと、各都道府県教育庁から履修指導を受けたうえで必要な単位を取得することによって別表1で取得するケースとがある。なお、教員資格認定試験の合格をもとに、小学校教諭の普通免許を取得する場合は介護等の体験の必要はない。
隣接校種（幼稚園または中学校）の免許状を授与されている教員の経験者は、教育職員検定により取得する方法もある。通信教育による別表1での取得の場合、隣接校種（幼稚園ないし中学校）の免許状を授与されている場合には、勤務経験がない場合でも教育実習の5単位（事前事後を含む）のうち2単位分の実習相当を行っていると見なして2単位分、すなわち正味10日相当分の実習実施に減じられることができる大学もある。ただし、実習を行う以上、事前事後部分は単位認定の対象とはできないため、実質認定できるのは5単位中2単位相当分となる。なお、幼稚園教員の免許状しか持たない者でも、「介護等の体験」は必要ない。
中学校または高等学校の教諭の免許状を有する者は、その免許状の教科の相当教科を担任する小学校教諭（専科）となることができる（例えば音楽専科教員や図工専科教員など。教育職員免許法第16条の5第1項）。
専修学校の専門課程で取得できるところは、横浜高等教育専門学校と福岡教員養成所だったが、後者は2019年に閉校になったため、2019年以降は前者が唯一、小学校教諭普通免許状を取得することができる唯一の専門学校となった。

### 介護等の体験について
1998年度入学者より、教育職員免許法「別表第1」（主に大学での養成課程による場合）により免許状を取得する場合には、介護等の体験が義務化されている（「教科又は教職に関する科目（大学が加える教職に関する科目に準ずる科目）」として、科目単位修得の扱いが可能となったのは、2000年度以降入学者が対象）。ただし、特別支援学校の免許状（旧盲学校、聾学校、養護学校の免許状を含む）ないしは小学校の免許状を有する者（かつての1級または2級を含む）が中学校の免許状の授与を受ける場合、または特別支援学校の免許状（旧盲学校、聾学校、養護学校の免許状を含む）ないしは中学校の免許状を有する者（かつての一級または二級を含む）が小学校の免許状の授与を受ける場合は免除とすることができる。

#### 介護等の体験が免除されるもの
- 以下の国家資格を有する者

| - 看護師または准看護師。 - 保健師 - 助産師 - 社会福祉士 | - 介護福祉士 - 理学療法士 - 作業療法士 - 義肢装具士 |

- 中学校教員の普通免許状（かつての一級または二級の中学校教員の普通免許状を含む）を有する者（免許法別表第1による取得の場合）
- 身体障害者福祉法第15条第4項の規定により交付を受けた身体障害者手帳に、障害の程度が1級から6級である者として記載されているもの。
- 養護学校、聾学校、盲学校のそれぞれの教員（いずれの場合も、かつての1級または2級を含む）または特別支援学校の教員の普通免許を受けている者（免許法第5条第1項による取得の場合[注釈 5]）
- 教育職員検定による場合は、介護等体験の規定が適用除外されているので不要
- 小学校教員資格認定試験合格をもとに、小学校教員の普通免許状を授与する場合[注釈 6]

## 小学校教員の採用
公立小学校の教諭になるためには、各都道府県などの教育委員会が実施する教員採用試験に合格しなければならない。公立の小・中学校の教諭は、県負担教職員に該当することから、市町村立（広義的には、特別区立および組合立含む）の小学校の場合でも、小学校の教員採用試験は基本的に都道府県が行っているが、大阪府では全国に先駆けて、豊能地区の各自治体が府費負担教職員の教員任命権を移譲され、2015年以降、大阪府豊能地区教職員人事協議会が独自で小学校教諭の採用選考テストを実施することとなった。採用教員採用試験は、概ね7月～9月にかけて実施され、筆記試験（基礎学力・教育法に関する知識）・水泳などの体育実技・ピアノ演奏などの音楽実技・論文（教育論や、教師論を問われる）・面接（個人の場合もあるし、グループの場合もあるが、その受験者の意見を聞くのが目的ではなく、職場での協調性を問うのが目的）からなる。
音楽や図工等の専科教員については、試験範囲が教科に応じた専門的なものとなっており、中学校等の他校種と共通区分で採用試験が行われる場合もある。
かつての教員採用試験は年齢制限が厳しく、早い都道府県では30歳、多くが35歳から40歳以下とされている場合が多かった。近年、年齢制限を緩和または撤廃する地域が増加しており、定年年齢に達していない50代も応募できる地域もある。
なお、教員採用試験の合格は、それによって必ず採用されるということを意味しない。合格者はあくまでも採用候補者で、教諭として採用される資格を得たということである。また、採用された後も1年間は条件付き採用（試用期間）となっており、校長等が適性を見極めることとなっている。
近年では市区町村が独自に教員を採用する例（杉並区の「杉並師範館」）や、民間企業や講師の経験者等を特別の選考で採用する例（東京都の「特例選考」）もある。